# Giovanni Achenza

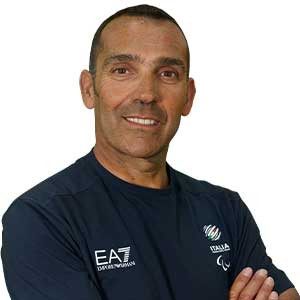

Giovanni Achenza (Sassari, 31 luglio 1971) è un triatleta e paraciclista italiano.

## Biografia
Giovanni, atleta sassarese, nel marzo del 2003, all’età di 31 anni, a causa di un incidente sul lavoro subisce una lesione al midollo spinale.
Grazie all’incoraggiamento e al sostegno degli amici, nel 2006, tre anni dopo l’incidente, inizia a praticare l’handbike, avviando il percorso agonistico.
Dopo aver gareggiato nel paraciclismo e vinto 5 campionati italiani consecutivi, Giovanni decide di sfidare se stesso competendo in differenti sport e approda così al Para-triathlon. 
Nel 2013 entra a far parte della nazionale italiana con la FITRI, Federazione Italiana Triathlon e dal 2016 nel corpo delle Fiamme Azzurre. Nella squadra e tra i compagni viene chiamato "Capitano" ma è anche soprannominato "MacGyver" per l’inventiva e la capacità di modificare i mezzi, carrozzina e bicicletta, rendendole più performanti possibile nelle gare. 
Affianca all’attività agonistica l’impegno personale in progetti di sport e inclusione sociale.

## Carriera
Nel 2006 inizia a praticare l’Handbike, posizionandosi sempre nei primi posti e vincendo, nel 2009, il suo primo titolo di campione italiano. 
Nel 2009 entra a far parte della nazionale italiana di Para-ciclismo insieme agli atleti, compagni di squadra, Alex Zanardi, Vittorio Podestà, Paolo Cecchetto.
Nel 2013, dopo aver vinto 5 campionati italiani consecutivi, a seguito della mancata convocazione da parte della FCI, ai Giochi Paralimpici di Londra, decide di dedicarsi alla disciplina del Triathlon. Iniziano per lui anni di podi e di vittorie. 
Nel 2016 ottenuta la classificazione alle Paralimpiadi, guadagna il terzo posto e la medaglia di bronzo ai Giochi di Rio de Janeiro.
Nel 2019, conquista il podio e la medaglia di bronzo ai Mondiali di Losanna, e poche settimane dopo, a Valenzia, conquista il titolo di campione Europeo.
A Tokyo 2020 la sua seconda medaglia ai Giochi Paralimpici, portandosi a casa un terzo posto e il bronzo. 
Nel 2023 vince l’oro e il titolo di campione Europeo di Para-Duathlon.
Nel 2024, a Loano, guadagna il suo decimo titolo di campione italiano. 
La World Triathlon Organization pubblica le sue 67 gare, con 23 vittorie e 45 podi. Nelle World Cup Series conquista 9 ori, 10 argenti e 5 bronzi.
Classificato ai Giochi Olimpici di Parigi 2024, ottiene un 5 posto all’età di 53 anni, confermandosi uno degli atleti più longevi e competitivi del Para-triathlon internazionale.
Nel 2025, a Loano, guadagna il suo undicesimo titolo di campione italiano.

## Palmarès
Para-triathlon
Categorie PT1, PTWC
- Giochi paralimpici

Rio de Janeiro 2016: bronzo nel Triathlon PT1
Tokyo 2020: bronzo nel Triathlon PTWC
- Campionati mondiali

Losanna 2019: bronzo PTWC
- Campionati Europei Triathlon

Valencia 2019: oro PTWC
Ginevra 2015: bronzo PT1
Kitzbuhel 2017: bronzo PTWC
Tartu 2018: bronzo PTWC
- Campionati Italiani

Lido delle Nazioni (FE) 2013
Riccione (RN) 2014
Riccione (RN) 2015
Lovere (BG) 2016
Lignano Sabbiadoro (UD) 2017
Porto Sant’Elpidio (FM) 2018
Marina di Massa (MS) 2019
San Benedetto del Tronto (AP) 2020
Marina di Massa (MS) 2021
Marina di Massa (MS) 2022
Loano (SV) 2023
Loano (SV) 2024
Loano (SV) 2025
Para-Duathlon
- Campionati Europei Duathlon

Venezia 2023: Venezia-Caorle PTWC

## Onorificenze
Onorificenza di Cavaliere della Repubblica - Roma, 19 dicembre 2016
Medaglia d’argento al valore atletico - Roma, 20 giugno 2017